# كيلي سانتوس
كيلي سانتوس (بالبرتغالية: Kelly da Silva Santos) مواليد 10 نوفمبر 1979، هي لاعبة كرة سلة برازيلية. يبلغ طولها 6 قدم 4 بوصة (1.9 م). مثلت منتخب بلادها. شاركت في دورة الألعاب الأولمبية الصيفية سنة 2000.

## سجل المنافسة
شاركت في المنافسات التالية:
- الألعاب الأولمبية الصيفية 2000
- الألعاب الأولمبية الصيفية 2004
- الألعاب الأولمبية الصيفية 2008
- الألعاب الأولمبية الصيفية 2016

## الميداليات
| الميدالية | المسابقة                       |
| --------- | ------------------------------ |
| برونزية   | الألعاب الأولمبية الصيفية 2000 |

## روابط خارجية
- كيلي سانتوس على موقع الاتحاد الدولي لكرة السلة (الإنجليزية)
- كيلي سانتوس على موقع الاتحاد الوطني لكرة السلة النسائية (الإنجليزية)
- كيلي سانتوس على موقع كرة السلة الأوروبية.كوم (الإنجليزية)
- كيلي سانتوس على موقع بروبوليرز (الإنجليزية)
- كيلي سانتوس على موقع بروبوليرز (الإنجليزية)
- كيلي سانتوس على موقع سبورتس رفرنس (الإنجليزية)
- كيلي سانتوس على موقع سبورتس رفرنس (الإنجليزية)
- كيلي سانتوس على موقع أوليمبيديا (الإنجليزية)
- كيلي سانتوس على موقع اللجنة الأولمبية البرازيلية (البرتغالية)